# Угорщина на зимових Олімпійських іграх 2010
Угорщина на зимових Олімпійських іграх 2010 була представлена 18 спортсменами у 5 видах спорту.

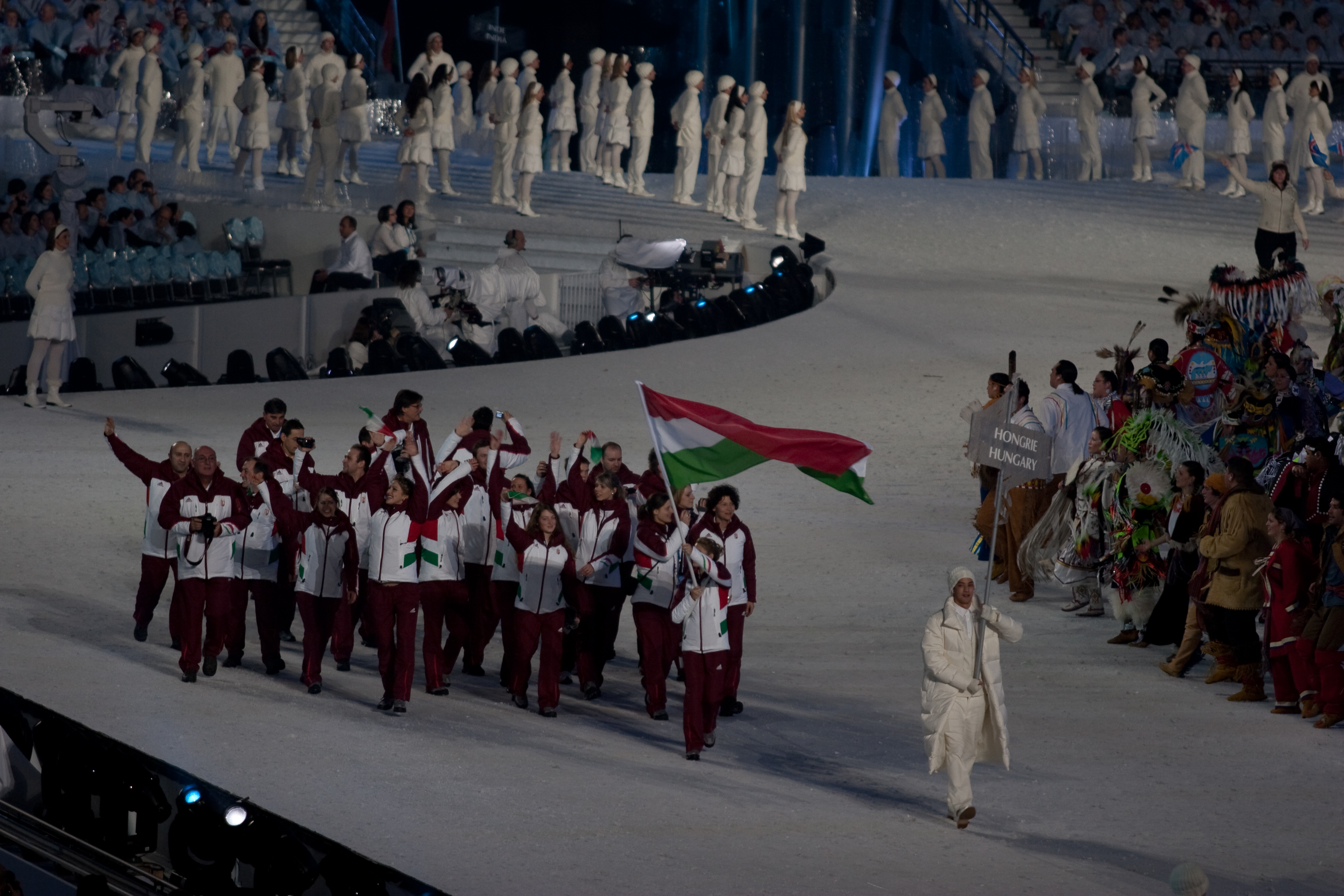
Збірна Угорщини під час Параду націй на церемонії відкриття Олімпіади